# Sanity Check
Sanity Check bezeichnet in der Informatik eine Plausibilitätsprüfung. Sanity Checks umfassen beispielsweise Plausibilitätsprüfung von Werten,  einfache modellbasierte Prüfungen, aber auch Konsistenzprüfungen von Anforderungen. 
Die Validierung eines Software-Systems beginnt häufig mit Sanity Checks. Für die vollständige Verifikation eines komplexeren Systems müssen in einem zweiten Schritt zusätzliche Modellprüfungen durchgeführt werden. 
Beispiel WertprüfungenIm Eingabedialog wird als Sanity Check die Plausibilität des Eingabewerts bezüglich Datentyp und zulässigen Wertebereich geprüft. Diese kann aber  zur endgültigen Entscheidung über die Zulässigkeit eines Wertes (Verifikation) nicht ausreichen. Hierzu kann ein Model Checking gegen den aktuellen Modelzustand nötig sein.
Beispiel für Use CasesUm einen Sanity Check der Use Cases durchzuführen kann eine Robustness Analysis durchgeführt werden.